# 張廷箴
張廷箴（？—？），號谔廷，山东青州府诸城县人。

## 生平
萬曆己丑（1589年）六月初七日生。万历四十年（1612年）壬子科山东乡试第四十二名举人，四十七年（1619年）己未科會試二百六十四名，殿试三甲六十九名進士，兵部觀政，授北直南宫县知县，天啓二年升江西南康府同知。著有《四书正解》、《易经正解》。

## 家族
曾祖张玘。祖张明。父张铨。